# بيت المليون سنة

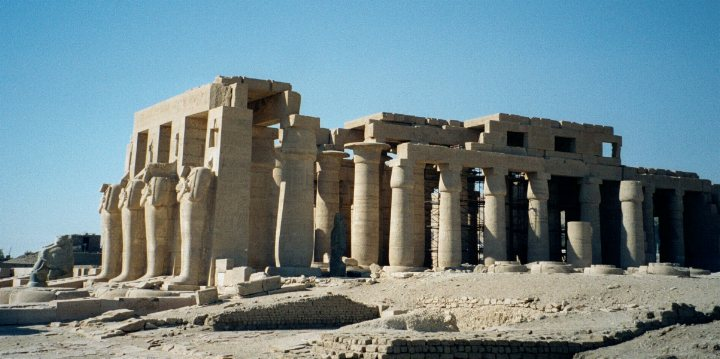
الرامسيوم.

بيت المليون سنة: هو معبد مصري قديم من عهد قدماء المصريين . استخدم هذا المصطلع ابتداء من الدولة الوسطى لوصف معبد يؤله فيه فرعون . اقترن هذا النوع من المعابد خلال الدولة الحديثة بالمعبد الجنائزي لفرعون، كما استخدمت معابد أخرى لعبادة فرعون. في معبد المليون سنة كانت تنقش فيه لوحة تمثّل اتحاد فرعون مع أحد الآلهة، مثل آمون وأوزوريس أو بتاح تعبر تلك اللوحة طبقا للعقيدة المصرية القديمة عن تخليد فرعون .

توجد معظم بيوت المليون سنة على الضفة الغربية للنيل عند الأقصر بالقرب من وادي الملوك ، كما بني بعضها في منف مثل معبد أمينوفيس الثالث و معبد رمسيس الثاني ، وبعضها في أبيدوس (العاصمة القديمة) ، مثل معبد سيتي الأول ، و معبد رمسيس الثاني ، أبيدوس ، و أمينوفيس الثالث ، كما ينتمي معبد أبو سمبل إلى تلك المعابد وبناه رمسيس الثاني.
قام كل فرعون ببناء معبدا لتخليده أثناء حياته، يُعبد فيه أثناء حياته وبعد مماته . وكانت طقوس دينية تقام في تلك المعابد ومن ضمناه أن يحمل الكهنة مركبا قدسيا صغيرا عليه تمثال للإله في موكب كبير، ويحفظ المركب في أحد الغرف في المعبد .

## بالهيروغليفة
| O6 | X1 · O1 | N35 · X1 | C11 | Z3 | G17 | M4 | M4 | M4 |

 حوط-نت-حيحو-إم-رنبوت 
 Ḥw.t-n.t-ḥḥw-m-rnp.wt
(تقرأ هنا من اليسار إلى اليمين)

## تطوره

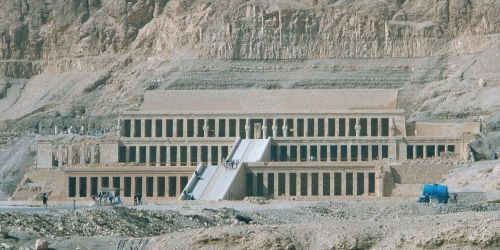
المعبد الجنائزي لحتشبسوت بالدير البحري ، بيت المليون سنة.

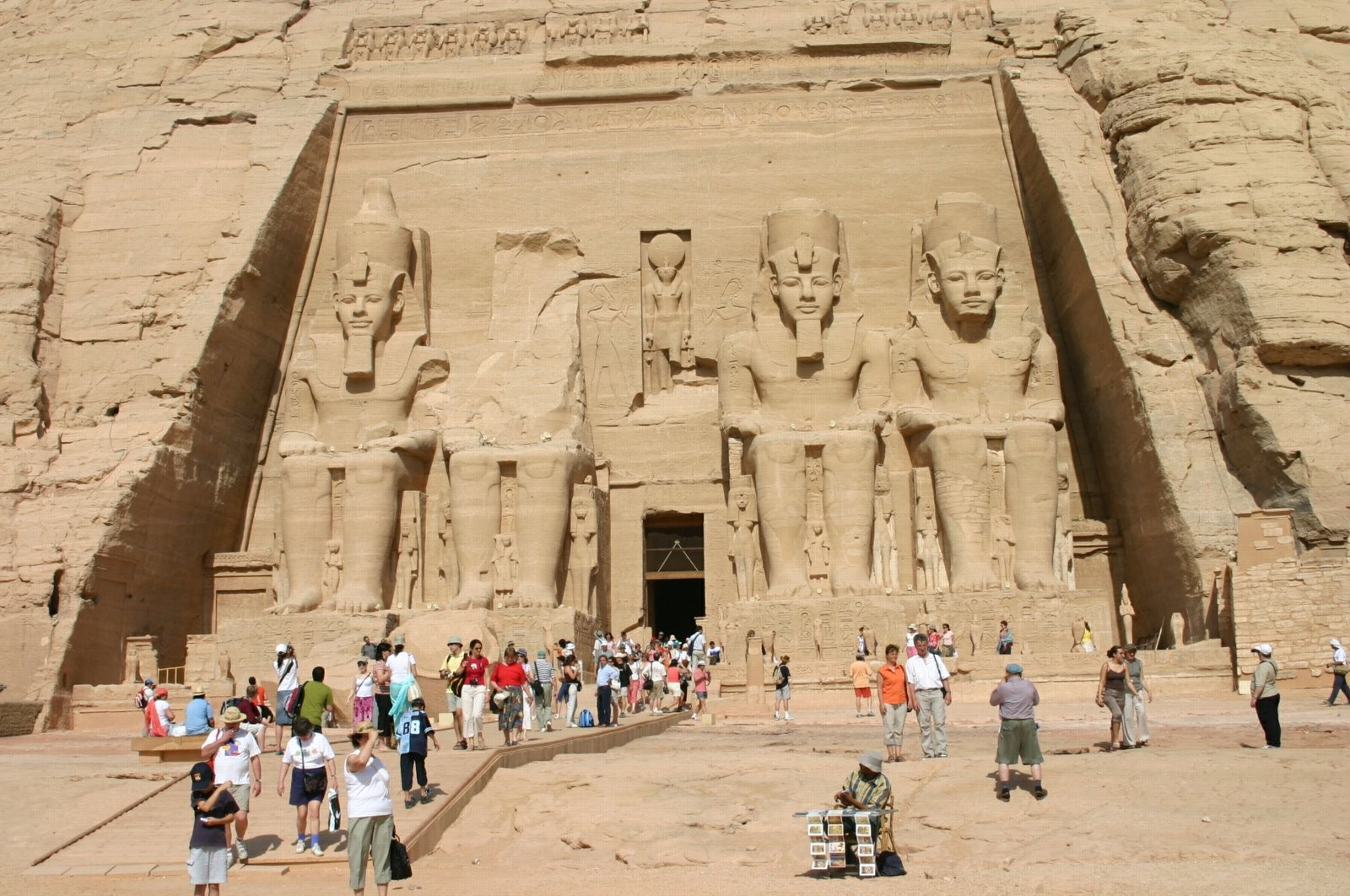
معبد أبو سمبل لرمسيس الثاني.

ابتداء من الأسرة الرابعة كان الفراعنة يبنون في منطقة الأهرامات معبدين، أحدهما بجانب الهرم ويُسمى معبد جنائزي ويمتد منه طريق معبّد إلى ما يسمى معبد الوادي يكون على شاطئ النيل . ظهرت تلك المنظومة أول مرة في هرم ميدوم . واستمرت تلك المنظومة في بناء المعابد حتى الدولة الوسطى.
لاعتبارات أمنية بدأ الفراعنة في الدولة الحديثة في بناء مقابرهم تحت الجبال، واختاروا لذلك منطقة وادي الملوك ، وانتقل بناء المعبد الجنائزي إلى الصحراء القريبة الواقعة خلف الأراضي المزروعة على الضفة الغربية للنيل . وعندما حكمت حتشبسوت فقد قامت ببناء معبدها الجنائزي في الدير البحري بالقرب من وادي الملوك، وأُلحقت به على النيل بمعبد الوادي، وقامت ببناء طريقا للطقوس بينهما . المعبد الجنائزي لحتشبسوت (الدير البحري) هو مبني في نفس الوقت ليكون بيتا لمليون سنة .
قام بعض الفراعنة أيضا ببناء بيت المليون سنة بعيدا عن طيبة، في أماكن لا توجد بها قبور لهم . نجد هذا مثلا في معبد أبو سمبل الذي بناه رمسيس الثاني على حدود مصر مع السودان .